# Heinz Buchholz
Heinz Buchholz (3 de Agosto de 1909 - 6 de Fevereiro de 1944) foi um comandante de U-Boot que serviu na Kriegsmarine durante a Segunda Guerra Mundial.

## Carreira

### Patentes
| Offiziersanwärter    | 1 de abril de 1929    |
| Fähnrich zur See     | 1 de janeiro de 1931  |
| Oberfähnrich zur See | 1 de abril de 1933    |
| Leutnant zur See     | 1 de outubro de 1933  |
| Oberleutnant zur See | 1 de setembro de 1934 |
| Kapitänleutnant      | 1 de agosto de 1938   |
| Korvettenkapitän     | 1 de abril de 1943    |

### Condecorações
| Cruz de Ferro 2ª Classe          | outubro de 1939      |
| Badge de Guerra dos U-Boots 1939 | 9 de outubro de 1939 |
| Cruz de Ferro 1ª Classe          | 1943                 |

### Patrulhas
|       | U-Boot | Partida                | Partida       | Chegada                | Chegada       | Dias     | Toneladas |
| ----- | ------ | ---------------------- | ------------- | ---------------------- | ------------- | -------- | --------- |
| 1     | U-15   | 25 de agosto de 1939   | Wilhelmshaven | 30 de agosto de1939    | Wilhelmshaven | 6 dias   |           |
| 1     | U-15   | 31 de agosto de 1939   | Wilhelmshaven | 8 de setembro de 1939  | Wilhelmshaven | 9 dias   |           |
| 2     | U-15   | 20 de setembro de 1939 | Wilhelmshaven | 8 de outubro de 1939   | Wilhelmshaven | 19 dias  |           |
|       | U-15   | 9 de outubro de 1939   | Wilhelmshaven | 9 de outubro de 1939   | Kiel          | 1 dia    |           |
| 3     | U-195  | 20 de março de 1943    | Kiel          | 23 de julho de 1943    | Bordeaux      | 126 dias | 21,188    |
|       | U-177  | 23 de dezembro de 1943 | Bordeaux      | 26 de dezembro de 1943 | La Pallice    | 4 dias   |           |
| 4     | U-177  | 2 de janeiro de 1944   | La Pallice    | 6 de fevereiro de 1944 | Afundado      | 36 dias  |           |
| Total | Total  | Total                  | Total         | Total                  | Total         | 196 dias | 25 720 t  |

### Sucessos
- 5 navios afundados num total de 18,923 GRT
- 1 navio danificado totalizando de 6,797 GRT

| Data                   | U-Boot | Nome da Embarcação        | Toneladas | Nacionalidade   |       |
| ---------------------- | ------ | ------------------------- | --------- | --------------- | ----- |
| 10 de setembro de 1939 | U-15   | Goodwood (Mine)           | 2,796     | britânico       |       |
| 21 de outubro de 1939  | U-15   | Orsa (Mine)               | 1,478     | britânico       |       |
| 28 de dezembro de 1939 | U-15   | Resercho (Mine)           | 258       | britânico       |       |
| 11 de abril de 1943    | U-195  | James W. Denver           | 7,200     | norte-americano | UGS-7 |
| 7 de maio de 1943      | U-195  | Samuel Jordan Kirkwood    | 7,191     | norte-americano |       |
| 12 de maio de 1943     | U-195  | Cape Neddick (danificado) | 6,797     | norte-americano |       |
| Total                  | Total  | Total                     | 25 720    |                 |       |